# 牧根草属
牧根草属（学名：Asyneuma）是桔梗科下的一个属，为多年生、直立草本植物。该属共有33种以上，分布于欧洲、亚洲和非洲北部。